# ボブ・マサイアス
ボブ・マサイアス (Robert Bruce Mathias、1930年11月17日 - 2006年9月2日)は、アメリカ合衆国の陸上競技選手。十種競技の選手として1948年ロンドンオリンピックから2大会連続出場し、2大会とも金メダルを獲得した選手である。

## 経歴
マサイアスが十種競技を始めたのは1948年の初頭のことで、彼のコーチから言われたのがきっかけであった。その夏に行われたロンドンオリンピックには早くもアメリカ代表選手として選ばれた。
オリンピックに出場したマサイアスであったが、経験のなさを暴露してしまう。彼は砲丸投のルールを知らず、危うくファールとなってしまうところであった。さらに走高跳でも失格の危険性があったが何とか持ちこたえた。彼は何度も危ない場面もありながらも結果は2位に大差をつけ17歳で金メダルを獲得。同年には、その年で最も活躍したアマチュア選手に贈られるジェームスサリバン賞も受賞した。
1949年にはスタンフォード大学に入学、翌年には最初の世界記録も達成している。十種競技のほかにも2年間カレッジフットボールで活躍。1952年にはローズボウルにも出場している。さらに同年にはヘルシンキオリンピックにも出場。彼自身、自らが世界最高のアスリートと断言する中、2位に912ポイントという驚異的な大差をつけ、十種競技ではオリンピック初となる2連覇を達成した。
1952年で彼は陸上競技から引退し俳優となり、1950年代にはさまざまな映画やテレビに出演する。1967年には共和党の下院議員となり1975年まで務めた。1977年にはコロラド州のコロラドスプリングスにできた全米オリンピック・トレーニングセンターの管理者に就任。1983年まで務め上げた。